# Acontia eudryada
Acontia eudryada là một loài bướm đêm trong họ Noctuidae.